# Andrés Eloy Blanco (Lara)
Andrés Eloy Blanco è un comune del Venezuela situato nello Stato del Lara.
Il capoluogo del comune è la città di Sanare.